# Сегодня в мире (телепрограмма)
«Сегодня в мире» — информационная телепередача ЦТ СССР. Ведущие — Игорь Фесуненко, Валентин Зорин, Фарид Сейфуль-Мулюков, Владимир Цветов, Владимир Дунаев, Александр Каверзнев, Борис Калягин, Анатолий Потапов, Анатолий Овсянников и другие.
Первый выпуск передачи вышел в эфир  4 декабря 1978 года. Программа выходила на Первой программе ЦТ СССР ежедневно по будням в 18:45 (МСК).

## История создания
По мнению выпускающего редактора передачи Андрея Архангельского, создание такой программы 
…было продиктовано несколькими причинами: во-первых, основная информационная программа страны — „Время“ была слишком „протокольной“ и официальной. Зарубежная часть в ней была скромной по объёму и вычищенной по содержанию. Во-вторых, группа политических обозревателей ЦТ — а это были журналисты высшей квалификации — не были загружены в полном объеме. Документальные фильмы снимали из них единицы, комментарии в программу „Время“ были нерегулярными. И, наконец, ЦК КПСС был очень озабочен массовым прослушиванием народом „подрывных“ радиостанций (типа „Голос Америки“, „Би-Би-Си“, „Свободная Европа“ и др.). Нужно было отвлечь молодежь от „тлетворного влияния Запада“. Поэтому на новую информационную программу возлагались большие надежды.

## Ведущие
Каждый политобозреватель специализировался на определенных странах и старался отражать их в своих выпусках. Валентин Зорин чаще делал комментарии о событиях в США, Владимир Дунаев — о Великобритании и англоязычных странах, Фарид Сейфуль-Мулюков — о государствах Ближнего и Среднего Востока, Александр Каверзнев — о странах СЭВ, Владимир Цветов — о Японии, Игорь Фесуненко — о Португалии и странах Латинской Америки и т. д. Это были не только политические сюжеты, но и новости из мира искусства, культуры, спорта.

## Закрытие
К 1989 году, в разгар Перестройки, «Сегодня в мире», вещавшая по стандартам эпохи развитого социализма, потеряла свою популярность. Её политобозреватели, среди которых появились нетелевизионные журналисты, злоупотребляли тассовскими сообщениями, было мало авторских комментариев. Передачи стали безликими и неинтересными. Вместо того чтобы противопоставить новым информационным программам глубокую аналитику, хорошую журналистику и интересные темы, политобозреватели продолжали вести программу по-старому. В результате передачу «Сегодня в мире» закрыли, а Главную редакцию международной жизни, которая и была создана для политобозревателей, расформировали.